# Wanambi
Wanambi är i Oceaniens mytologi hos urinvånarna i västra Australien namnet på ”den stora regnbågsormen”. Han är fortfarande fruktad för sin stora makt.